# Ebou Dubois
Ebrima „Ebou“ Dubois (* 31. Oktober 1966 in Bakau) ist ein ehemaliger gambischer Fußballspieler, der als Mittelfeldspieler spielte.

## Karriere
Er wurde in Bakau geboren und wuchs in Banjul auf. Er startete als defensiver Mittelfeldspieler, wurde später aber eher offensiv eingesetzt.
In Gambia spielte er für Bamba Autoworks, Black Stars und Dagudan. Anschließend war er bei Real de Banjul angestellt. 1986 wurde er vom norwegischen Verein Lyn Oslo unter Vertrag genommen. Sein Debüt für die Mannschaft gab er am 26. April 1986 beim 1:3-Sieg in Kjelsås. Das einzige Tor für die Mannschaft erzielte er am darauffolgenden 5. Oktober beim 5:2-Sieg über FK Vang. Sein Einsatz in diesen zwei Jahren war durch die Verletzungen, die ihn beeinträchtigten, eingeschränkt. Nachdem er Lyn Oslo verlassen hatte, zog er sich 1995 aus dem Wettkampfsport zurück.
Nach Angaben von Dubois selbst bestritt er zwischen den 80er und 90er Jahren zwischen 50 und 60 Spiele für Gambia, darunter auch Spiele für die Jugendmannschaften. Aller Wahrscheinlichkeit nach, wie der Spieler selbst berichtet, hätte nicht einmal der gambische Verband genauere Angaben machen können. Sein Debüt gab er 1984 in einem Spiel gegen Ghana in Banjul, das seine Mannschaft mit 0:2 verlor.